# Mabell Ogilvy, Countess of Airlie
Mabell Frances Elizabeth Ogilvy, Countess of Airlie GCVO, GBE (* 10. März 1866 in Mayfair, London; † 7. April 1956 in Paddington, London) war eine britische Adlige, Schriftstellerin und Hofdame der Queen Mary.

## Leben
Sie wurde als Mabell Frances Elizabeth Gore geboren und war die älteste Tochter von vier Kindern von Arthur Gore, Viscount Sudley (1839–1901), dem späteren 5. Earl of Arran, und seiner ersten Ehefrau Lady Edith Elizabeth Henrietta Jocelyn (1845–1871), Tochter von Robert Jocelyn, Viscount Jocelyn (1816–1854), und Lady Frances Elizabeth Cowper († 1880). Als Tochter des Heir apparent eines Earl führte sie seit Geburt die Höflichkeitsanrede „The Honorable“ (Hon.). Seit ihr Vater 1901 den Earlstitel geerbt hatte, führte sie als dessen Tochter die Höflichkeitsanrede Lady.
Nach dem frühen Tod ihrer Mutter wuchs sie mit ihren Geschwistern bei ihren Großeltern mütterlicherseits auf. Ihre Kindheit drehte sich um perfektes Benehmen und die gesellschaftliche Repräsentation. Sie wurde ausschließlich zu Hause von Gouvernanten und Tutoren mit Hilfe der großväterlichen Bibliothek unterrichtet. Neben Geographie, Geschichte, Mathematik, Kunst, Tanz und Musik lernte Mabell auch Französisch und Deutsch.
Am 19. Januar 1886 heiratete Lady Mabell in der St George’s Hanover Square Church im Londoner Stadtteil Westminster Lt.-Col. David Stanley William Ogilvy, 6. Earl of Airlie (1856–1900). Als dessen Gattin führte sie fortan den Höflichkeitstitel Countess of Airlie. Aus der Ehe gingen sechs Kinder hervor:
- Lady Kitty Edith Blanche Ogilvy (1887–1969), ⚭ (1) 1906–1925 Brig.-Gen. Sir Berkeley Vincent (1871–1963), ⚭ (2) 1926 Lt.-Col. Ralph Gerald Ritson († 1969);
- Lady Helen Alice Wyllington Ogilvy (1890–1973), ⚭ (1) 1909–1915 Major Hon. Clement Bertram Ogilvy Freeman-Mitford (1876–1915), ⚭ (2) 1918–1931 Lt.-Col. Henry Courtney Brocklehurst (1888–1942), ⚭ (3) 1933 Lt.-Col. Harold Bligh Nutting († 1954);
- Lady Mabell Griselda Esther Sudley Ogilvy (1892–1918), unverheiratet;
- David Lyulph Gore Wolseley Ogilvy, 7. Earl of Airlie (1893–1968) ⚭ 1917 Lady Alexandra Marie Bridget Coke (1891–1984);
- Hon. Bruce Arthur Ashley Ogilvy (1895–1976) ⚭ 1931 Primrose Eleanor O’Brien († 1961);
- Captain Hon. Patrick Julian Harry Stanley Ogilvy (1896–1917), unverheiratet.

1890 wurde sie als Dame of Grace (DGStJ) in den Order of Saint John aufgenommen. Beim Ausbruch des Zweiten Burenkriegs im Jahre 1899 ging ihr Ehemann als Regimentskommandeur der 12th Royal Lancers nach Südafrika, wo er während der Schlacht von Diamond Hill am 11. Juni 1900 seinen Verletzungen erlag. Lady Airlie übernahm die Verwaltung der Ländereien für ihren unmündigen Sohn, David Ogilvy, nunmehr 7. Earl of Airlie.
Am 3. Dezember wurde Lady Mabell als Lady of the Bedchamber zur Hofdame von Mary, Princess of Wales ernannt. Am 6. Mai 1910 trat der Prince of Wales als König Georg V. die Thronfolge an; am 22. Juni 1911 wurde das Paar gekrönt. Nunmehr als Hofdame von Queen Mary bewohnte die Countess eine Wohnung im Buckingham Palace und begleitete Queen Mary öfter auf deren Reisen. Während des Ersten Weltkriegs unterstützte die Countess das Britische Rote Kreuz und fungierte als Präsidentin des Queen Alexandra's Army Nursing Board; in Anerkennung ihrer Leistungen erhielt sie 1919 die Ehrendoktorwürde der Universität St Andrews (Hon. Doctor of Laws (LL.D.)) und wurde sie 1920 zur Dame Grand Cross des Order of the British Empire (GBE) erhoben.
Nachdem ihr ältester Sohn geheiratet hatte und volljährig geworden war, widmete sich die Countess dem Editieren der Korrespondenz berühmter Familienmitglieder, so ihrer Urgroßmutter, der Ehefrau des britischen Premierministers Henry John Temple, 3. Viscount Palmerston. 1953 starb ihre Arbeitgeberin und lebenslange Freundin Queen Mary. Als deren engste Vertraute hatte die Countess einen Einblick in das bewegte Leben der britischen Königsfamilie, das sie in ihren Memoiren beschrieb. Erst nach ihrem Tod im Jahre 1956 wurden ihre Aufzeichnungen von der Autorin Jennifer Ellis bearbeitet und 1962 unter den Buchtitel „Thatched with Gold: The Memoirs of Mabell, Countess of Airlie“ veröffentlicht.
1953 wurde sie als Dame Grand Cross des Royal Victorian Order (GCVO) ausgezeichnet.

## Werke (Auswahl)
- 1921: In Whig Society, 1775–1818.
- 1922: Lady Palmerston and her Times.
- 1933: With the Guards We Shall Go.

## Trivia
Ihr Enkel, David Ogilvy, 8. Earl of Airlie (1926–2023), war Lord Chamberlain of the Household bis 1997 unter der Königin Elisabeth II.
Ihr Enkel, Sir Angus Ogilvy (1928–2004), war durch Heirat mit der Prinzessin Alexandra von Kent (* 1936) ein Mitglied der Britischen Königsfamilie.